# الصبيخة (موقع تاريخي)
الصبيخة؛ هو موقع تاريخي يعود للعصر الحجري القديم السفلي في محافظة طريب بمنطقة عسير جنوب غرب المملكة العربية السعودية.

## الآثار
عثر في الجانب الشرقي من الوادي وعلى بعد 10 كيلو متر جنوب شرق الصبيخة على مجموعة من الأدوات التي تضم فؤوسًا حجرية رديئة الصنع مصنوعة من حجر الأنديسيت أو الداكسيت وهي مشابهة لتلك النماذج التي صنعت من الريوليت إلا أنها أصغر منها حجمًا.